# Walentina Iliewa
Walentina Iliewa, po mężu Charałampiewa (bułg. Валентина Илиева, po mężu Харалампиева; ur. 12 marca 1962) – bułgarska siatkarka, medalistka olimpijska.
Uczestniczka turnieju siatkarskiego podczas igrzysk olimpijskich w Moskwie. Wraz z drużyną narodową zdobyła brązowy medal olimpijski; Iliewa zagrała w dwóch spotkaniach.